# 庫里爾斯科耶湖
51°27′N 157°07′E / 51.45°N 157.12°E
勘察加千岛湖（羅馬化：Kuríl'skoye Ózero）其名称来自于堪察加半岛南方的千岛群岛（俄语：Кури́льские острова́）。是俄羅斯堪察加半島南部的一個大的破火山口上的湖。湖的總面積為77平方公里，平均深度為176米，最深處為306米。她是歐亞大陸上最大的紅鉤吻鮭繁衍地。

## 閱讀材料
- Zaretskaia, N. E.;  et al.  (PDF). Geochronometria. 2001, 20: 95–102  [2008-01-17]. （原始内容存档 (PDF)于2020-09-21）.
- Ponomareva, V. V.;  et al. . Journal of Volcanology and Geothermal Research. 2004, 136 (3-4): 199–222. doi:10.1016/j.jvolgeores.2004.05.013.

## 外部連結
- 全球火山研究項目 （页面存档备份，存于）